# Амарони
Амарони (итал. Amaroni) је насеље у Италији у округу Катанцаро, региону Калабрија.
Према процени из 2011. у насељу је живело 1724 становника. Насеље се налази на надморској висини од 369 м.

## Становништво
Према резултатима пописа становништва 2011. у општини је живело 1.885 становника.
| 1931. | 1936. | 1951. | 1961. | 1971. | 1981. | 1991. | 2001. | 2011. |
| ----- | ----- | ----- | ----- | ----- | ----- | ----- | ----- | ----- |
| 1.546 | 1.599 | 1.883 | 2.157 | 2.323 | 2.542 | 2.533 | 2.007 | 1.885 |

## Партнерски градови
- Risch-Rotkreuz